# Ciguatera
Ciguatera ist eine häufige Art von Fischvergiftung, die in unregelmäßigen Abständen vor allem in tropischen und subtropischen Meeresgebieten zwischen 35° nördlicher und 35° südlicher Breite epidemisch auftritt und durch den Genuss von Speisefischen hervorgerufen wird.
Verursacht wird die Erkrankung in diesen Regionen vor allem durch alte, große, carnivore riffbewohnende Fische, die über die Nahrungskette toxische Stoffwechsel-Endprodukte von marinen Einzellern in ihrem Gewebe anreichern.
Weltweit ist mit 50.000 bis 500.000 Fällen pro Jahr zu rechnen. Die Letalität bei Menschen, die an Ciguatera erkranken, liegt bei etwa 0,1 Prozent.
Die Bezeichnung der Fischvergiftung leitet sich von dem auf Kuba gebräuchlichen Namen „cigua“ für die Schnecke Cittarium pica  ab, die zunächst irrtümlich als Ursache der Erkrankung angesehen wurde.

## Verbreitung
Ciguatera tritt außerhalb des Hauptverbreitungsgebietes im Bereich der tropischen und subtropischen Pazifik-Inseln auch in den gemäßigten Klimazonen auf. In europäischen und angrenzenden Küstengebieten kommen die verursachenden Einzeller im Gebiet der Kanarischen Inseln, auf Madeira, auf den Azoren, im mittleren Ostatlantik (FAO-Fanggebiet 34) und im östlichen Mittelmeerraum (Israel) vor. Auf den Kanaren kam es zwischen 2008 und 2014 beispielsweise zu elf autochthonen – dortselbst hervorgerufenen – Ausbrüchen. Durch den Import von kontaminierten tropischen Fischprodukten kommt es gelegentlich auch in Europa zu Ausbrüchen der Krankheit.
In den pazifischen Hochrisikogebieten ist mit 10 bis 400 Erkrankungen pro 100.000 Einwohnern zu rechnen; auf einzelnen Pazifikinseln ereigneten sich epidemische Ausbrüche mit Infektionsraten von mehr als 20 Prozent der Bevölkerung.
Die seit 20 Jahren belegte Steigerung der Fallzahlen im Gebiet von 20 pazifischen Inseln wird zurückgeführt auf direkt oder indirekt durch Menschen verursachte Störungen und Zerstörungen der Umwelt, insbesondere durch Zyklone sowie durch ausbleichende („Korallenbleiche“) und zerstörte Korallenriffe.

## Auslöser
Verantwortlich für die Vergiftungen sind das Ciguatoxin und das Maitotoxin, die zu den stärksten bekannten Giftstoffen zählen. Ciguatoxin wirkt auf die spannungsabhängigen Natriumkanäle der Nervenzellen, Maitotoxin auf die Calciumkanäle; sie verhindern die Weiterleitung der elektrischen Signale im Nervensystem.
Diese Giftstoffe entstammen Dinoflagellaten – bestimmten Geißeltierchen (Flagellaten) wie Gambierdiscus toxicus – die auf Algen und Seetang von Korallenriffen epiphytisch leben. Da sie in der Nahrungskette angereichert werden, sind besonders Raubfische wie Barrakudas, Zackenbarsche und Muränen belastet, seltener korallenpolypenfressende Papageifische und Pflanzenfresser.
Die Giftstoffe schaden den Fischen nicht. Die Gifte sind hitzebeständig, können also beim Kochen und Braten nicht zerstört werden. Schon 80 Gramm belastetes Fischfleisch können zu schweren Symptomen führen.

## Symptome
Nach 1 bis 24 Stunden (meist 5 bis 6 Stunden) entwickeln sich – nicht bei allen Personen – Hautausschläge, Taubheitsgefühl in Lippen und Mundschleimhaut, Durchfall, Bauchschmerzen, Übelkeit und Erbrechen.
Die Beschwerden, teilweise mit charakteristischen neurologischen Symptomen, wie eine schmerzhafte Kälteüberempfindlichkeit (Kaltallodynie), die beim Kontakt mit normalerweise angenehm kühler Luft oder beim Schlucken von kalter Nahrung oder von Kaltgetränken auftreten kann, können über Wochen und gelegentlich über Monate anhalten.
Ursache für Todesfälle waren Atemdepression, Herzinfarkt oder schwere Bewusstseinsstörungen.
Der Nachweis von Ciguatoxin ist aufwändig und weltweit nur in wenigen Labors möglich. In Deutschland ist die Methode zum Nachweis von Ciguatoxin bislang (2017) nicht etabliert. Das ersatzweise zuständige Europäische Referenzlabor für marine Biotoxine (EU-RL-MB) hat seinen Sitz in Vigo (Spanien).

## Therapie
Eine spezifische Therapie oder ein Antidot existieren bislang nicht. Nach der Rehydratation des Patienten können eine Mannit-Infusion und Colestyramin zum Beschleunigen des Ausscheidens des Giftes verabreicht werden; deren Wirksamkeit ist jedoch statistisch nicht hinreichend gut abgesichert.